# Set dance

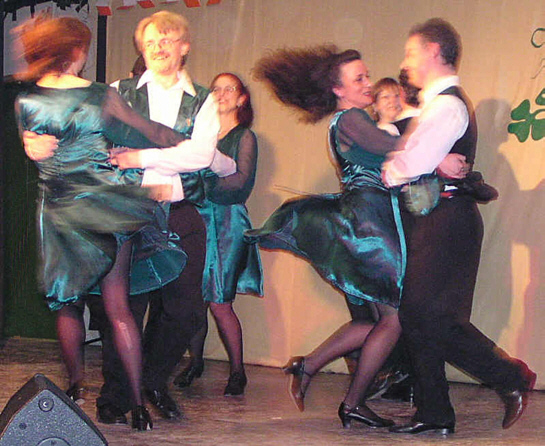
Personnes dansant le "Shramore set" lors de la St-Patrick

Set dance, ou tout simplement set, qualifie deux types de danses irlandaises :
- le set
- le set traditionnel.

Les sets ont une musique de jig ou de hornpipe. 
- Le set traditionnel possède une chorégraphie unique déterminée par la Commission officielle de danse irlandaise de Dublin. Il y en a six : St. Patrick's Day, Blackbird, Job of Journeywork, Three Sea Captains, Garden of Daisies, and King of the Fairies
- Le set possède quant à lui une chorégraphie réglée par le professeur ou le chorégraphe. Ce sont les danseurs avancés qui les exécutent en compétition